# Aia
Aia és un municipi de Guipúscoa, de la comarca d'Urola-Costa.
Aia se situa sobre la costa central guipuscoana, entre les poblacions costaneres d'Orio i Zarautz. Situat a 30 km a l'oest de Donostia - Sant Sebastià, el nucli urbà d'Aia es troba a 10 km de la costa. La seva orografia és accidentada, ascendint de nord a sud, amb elevacions com Pagoeta, Indamendi, Andatza, Eztenaga, etc. Aquesta ascensió va des de la cota de 0 m de la costa fins als 714 m, en els voltants de la muntanya Pagoeta. Aia compta amb algunes regates com: Altzolaras, afluent de l'Urola a Aizarnazabal, Agorria, San Pedro-Santio, que desemboquen en l'Oria. La superfície total del terme municipal és de 56 km², limitant amb els termes municipals de: Getaria, Zarautz, Orio, Usurbil, Zizurkil, Asteasu, Errezil, Zestoa i Aizarnazabal.
Distàncies d'altres municipis i ciutats importants:
- A Zarautz 10 km
- A Donostia - San Sebastián 30 km
- A Orio 10 km
- A Bilbao 80 km
- A Getaria 15 km
- A Tolosa 22 km
- A Pamplona 90 km
- A Azpeitia 28 km
- A Biarritz 80 km
- A Hondarribia 40 km